# Первомайський (Майкопський район)
Первомайський (рос. Первомайский) — селище Майкопського району Адигеї Росії. Входить до складу Абадзехського сільського поселення.
Населення — 1277 осіб (2015 рік).